# Ni Yulan
Ni Yulan (倪玉兰) (nascida em 1960) é um advogada dos direitos civis na República popular da China. Ni começou a advogar em 1986, e estabeleceu-se no campo da advocacia de direitos humanos defendendo os grupos marginalizados, tais como os de praticantes de Falun Gong  e vítimas de despejo forçado.
Ni começou seu trabalho com Direitos Humanos, em 2001, quando sua vizinhança em Pequim foi selecionada para ser demolida, a fim de acomodar as Olimpíadas de Pequim 2008. Ni se articulou junto aos seus vizinhos para tentar salvar suas casas ou exigir uma indenização equitativa. Em 2002, a advogada foi presa enquanto filmava a destruição da casa de um vizinho. Ela foi expulsa de seu cargo e condenada a um ano de prisão. Como resultado de tortura ocorridos na prisão, em 2002, Ni foi deixada permanentemente inválida, e agora ela usa uma cadeira de rodas. Logo após as Olimpíadas de Pequim 2008, o Ni foi novamente presa por defender, em nome dos moradores desabrigados, e condenada a dois anos de prisão. Após a sua libertação, ela teve que viver em uma tenda,já que ela foi vítima de despejo da terra a si mesma.
Em 7 de abril de 2011, Ni e seu marido foram detidos pela polícia como parte de um projeto de repressão nacional sobre a dissidência. Em 29 de dezembro de 2011, as autoridades Chinesas colocaram Yulan em julgamento por fraude em Pequim. Em abril de 2012, Ni foi condenada a dois anos e meio de prisão por "causar problemas" e "fraudes". Seu marido, Dong Jiqin, foi igualmente condenado a dois anos para "criar problemas."
Em 2011, Ni foi receptora do  Tulipa dos Direitos Humanos, um prêmio anual apresentado pelo governo dos Países Baixos.
Em 2016, ela recebeu o Prêmio Internacional às Mulheres de Coragem.